# Museo de Antigüedades La Gamella
Museo de Antigüedades La Gamella
Dispone de tienda de productos típicos.

## Datos útiles
- Situación: C/Real, s/n - Navaleno
- Horarios de visita: Viernes, sábados, domingos y festivos

La localidad cuenta con amplia oferta de establecimientos de hostelería y otros equipamientos turísticos.